# Archangel'skoe
Archangel'skoe (in russo  Архангельское?; in baschiro Архангел) è un villaggio della Russia europea orientale, situato nella Repubblica autonoma della Baschiria; appartiene amministrativamente al rajon Archangel'skij, del quale è il centro amministrativo.
Il villaggio è stato fondato come insediamento industriale (fonderia di rame) il 1 marzo 1753.